# 설폰산

술폰산의 일반적인 구조. R은 H와 같을 수도 있다.

술폰산(sulfonic acid) 또는 설폰산은 RS(=O)2–OH 공식(여기서 R은 알킬이나 아릴)을 갖는 유기황화합물 계열의 기를 가리킨다. 이 산의 공식 일부인 HS(=O)2–OH은 HSO2(OH)을 지니는 부모 무기 화합물에서 파생한 것이다.

## 준비
- RC6H5 + SO3 → RC6H4SO3H
- RSH + 3/2 O2 → RSO3H
- C8H17SO3H + 17 F2 → C8F17SO3H + 17 HF

## 반응
- RSO2Cl + R'OH → RSO2OR' + HCl
- C6H5SO3Na + 2 NaOH → C6H5ONa + Na2SO3 + H2O

## 같이 보기
- 술폰산염